# Ditt ljus, o Helge Ande, tänd
Ditt ljus, o Helge Ande, tänd är en missionspsalm av Carl Wilhelm Skarstedt. 
Melodin är en tonsättning av Burkhard Waldis från 1553 och enligt Koralbok för Nya psalmer, 1921 samma som används till psalmen O Gud, ditt rike ingen ser (1819 nr 199).

## Publicerad som
- Nr 538 i Nya psalmer 1921, tillägget till 1819 års psalmbok under rubriken "Kyrkan och nådemedlen: Missionen".